# Ana Girardot
Ana Girardot, född 1 augusti 1988 i Paris, är en fransk skådespelare.
Girardot har bland annat medverkat i filmerna Fruktans lön och Vår vingård i Bourgogne. Hon har även medverkat i TV-serien Gengångare.

## Filmografi (i urval)
- 2012–2015 – Gengångare (TV-serie)
- 2017 – Vår vingård i Bourgogne
- 2024 – Fruktans lön